# خزران (الشعر)

تعديل مصدري - تعديل

خزران هي إحدى قرى عزلة القابل الأسفل بمديرية الشعر التابعة لمحافظة إب، بلغ تعداد سكانها 321 نسمة حسب تعداد اليمن لعام 2004.